# Ibn al-Khammar
Abû l-Khayr al-Ḥasan b. Suwâr b. Bâbâ b. Bahnâm, surnommé Ibn al-Khammâr (« le fils du marchand de vin »), né à Bagdad en novembre ou décembre 942, mort à Ghazna entre 1017 et 1030, est un philosophe, médecin et traducteur du syriaque à l'arabe.

## Éléments biographiques
Les informations à son sujet se trouvent notamment chez Zahîr al-Dîn al-Bayhaqî et chez Ibn Abi Usaybi'a, ainsi que chez plusieurs lettrés contemporains de Bagdad (comme Ibn al-Nadim et Abû Hayyân al-Tawhîdî). Il était de famille chrétienne, appartenant probablement à l'Église nestorienne, et sans doute originaire d'Iran. Comme son contemporain Ibn Zura, il fut à Bagdad l'élève du chrétien jacobite Yahya ibn Adi. Il fit partie des chirurgiens de l'hôpital Al-'Adhudi de Bagdad (fondé en 980 par l'émir bouyide Adhud ad-Dawla Fanna Khusraw). Il appartenait alors au cercle de lettrés entourant le vizir Ibn Sa'dân (exécuté en 985). Il fut le maître d'Ibn Hindû et du chrétien Abû l-Faraj b. al-Tayyib. Sa carrière post-bagdadienne est surtout racontée par al-Bayhaqî. En 1002, il se rendit à Ray où il dédia un de ses livres au vizir Abû Sa'd Muhammad al-Hamadanî. Ensuite, il alla dans le Khwarezm et se plaça sous le patronage de la dynastie locale des Ma'munides : il dédia son Maqâla fi imtihan al-attiba à l'émir Ma'mun II (regn. 1008-1017). En 1017, le Khwarezm fut conquis par Ma'mud b. Sebüktegin, qui transporta les savants locaux (non seulement Ibn al-Khammar, mais aussi al-Biruni et d'autres) dans sa propre capitale Ghazna.
Le sultan Ma'mud b. Sebüktegin exprima son respect pour sa grande science médicale en baisant le sol devant ses pieds. Ce souverain le pressa de se convertir à l'islam, mais il résista d'abord. Un jour, il passa devant un docteur musulman qui entonnait la sourate 29 du Coran avec une très belle voix, et il resta l'écouter en pleurant pendant une heure. La nuit suivante, il aurait eu une vision du prophète Mahomet qui lui reprocha, étant un savant de son envergure, de refuser sa révélation. Le lendemain après son réveil, il adhéra à l'islam. Malgré le très grand âge qu'il avait alors, il mémorisa le Coran et étudia le fiqh. Il mourut d'une chute de cheval un jour que le sultan lui avait envoyé une monture trop nerveuse pour qu'il vienne auprès de lui. (Source ?)

## Œuvre
Comme son maître Yahya ibn Adi et son condisciple Ibn Zura, Ibn al-Khammar fut un actif traducteur en arabe (depuis le syriaque) de plusieurs ouvrages de la philosophie antique (entre autres les Catégories, le De interpretatione, les Premiers analytiques et les Météorologiques d'Aristote, les Questions de Théophraste, l'Isagogè de Porphyre et un commentaire des Catégories attribué à un certain Allînûs ou Illînûs d'Alexandrie, deux livres de l' Histoire de la philosophie de Porphyre). Ibn al-Nadim (auteur du Kitab al-Fihrist), qui a connu personnellement Ibn al-Khammar, rapporte un échange sur l'histoire de la philosophie entre lui-même, Ibn al-Khammar, et le philosophe 'Isâ b. 'Alî (fils du vizir 'Alî b. 'Isâ) : Ibn al-Khammar, se fondant sur l' Histoire de « Porphyre le Syrien », déclare que le premier philosophe fut Thalès de Milet ; 'Isâ b. 'Alî l'approuve, mais Ibn al-Nadim lui-même rappelle la thèse alternative selon laquelle ce fut Pythagore.
En philosophie, Ibn al-Khammar écrivit notamment un traité sur les météores, deux commentaires sur l'Isagogè de Porphyre (un long et un court), il annota aussi le traité des Catégories d'Aristote (cf. le Ms. Paris. ar. 2346), il composa un ouvrage sur le thème de l'amitié, homonyme de celui d'Abû Hayyân al-Tawhîdî (Al-Ṣadâqa wa-l-ṣadîq), un livre intitulé Sur la béatitude (Fi l-sa'âda), un discours ayant pour titre Élucidation de l'opinion des Anciens sur le Créateur, les saintes lois et les prophètes. Il composa aussi, au temps où il était chrétien, des textes défendant les positions de cette religion dans les controverses avec les musulmans : Traité sur l'Unité et la Trinité (Maqâla fi l-tawḥîd wa-l-tathlîth) ; Livre sur la concordance entre les vues des philosophes et des chrétiens (Kitâb al-tawfîq bayna arâ' al-falâsifa wa-l-Naṣâra ou Kitâb al-wifâq bayna ra'y al-falâsifa wa-l-Naṣâra).
En médecine, il traduisit en arabe les Iatrika d'Aétios d'Amida, et il composa des traités sur le diabète et sur l'épilepsie (une maladie dont il souffrait). Il y a aussi son traité Sur la manière de tester les médecins (Maqâla fi imtihan al-attiba), dédié à l'émir du Khwarezm Ma'mud II.